# Анастейша
Анастейша Лин Нюкърк (на английски: Anastacia Lyn Newkirk), по-известна само като Анастейша (на английски: Anastacia), е поп певица от САЩ.
Анастейша е продала 34 милиона копия, реализирани от дебютния ѝ албум Not That Kind през 2000 г. Тя е известна със своя дрезгаво-звучащ глас и възможността да изпълнява високо тонове е благодарение на гръдния ѝ кош. В буквален превод името ѝ значи „възкресение“ (от гръцкото Анастасия). Тя е омъжена за своя бодигард Уейн Нютън, който има две деца от предишния си брак.
Анастейша се превръща в икона в Европа, Океания, Южна Африка, но все още не е направила своя голям пробив в САЩ. През януари 2007 пуска на пазара и своя марка парфюм – Resurrection, който се продава само онлайн.

## Биография
Анастейша е родена на 17 септември 1968 г. в Чикаго, Илинойс, в семейството на известни шоу-изпълнители: нейният баща, Робърт Нюкърк е певец, а нейната майка, Даян Хърли, актриса в Broadway musical theatre. Нейното семейство се премества в Ню Йорк Сити, когато тя е тийнейджър и тя се записва в Professional Children' s School в Манхатън.
Анастейша скоро започва да се занимава с танци, въпреки че на 13-годишна възраст ѝ откриват болестта на Крон. Заедно със сестра си започва да работи като танцьорка в различни шоупрограми. Участва и във видеоклипове на известни изпълнители, сред които Салт-Ен-Пепа. Истинският ѝ пробив е обаче участието ѝ в шоуто The cut на Лефт Ай от арендби групата Ти Ел Си. Тогава неизвестната Анастейша печели второ място, но прави голямо впечатление на Лопез и на трите съдии на шоуто. Майкъл Джексън ѝ се обажда след едно нейно изпълнение, за да я поздрави и окуражи.

## Музикална кариера

### Not that Kind
Нейният дебютен албум Not That Kind е пуснат през 2000 и достига върха на класациите в осем страни в Европа, Азия и Океания. В Щатите обаче албумът няма такъв успех и стига едва до 168-о място в Billboard 200 – класацията за най-продаваните 200 албума в САЩ.
Първият сингъл от албума е „I'm Outta Love“, който се превръща в най-пусканата песен за 2000 в Австралия. „Not That Kind“ е вторият голям хит от този албум, който достига първите места на класациите в цяла Европа. От албума са продадени близо 5 милиона копия, от които 4 милиона в Европа.

### Freak of Nature
Нейният втори албум, Freak of Nature (2001), постига прилични международни продажби, макар да не повтаря успеха на Not that Kind. Най-големият хит от албума е сингълът Paid My Dues.
Когато албумът излиза най-накрая на щатския пазар през май 2002 година, Анастейша го посвещава на Лиса Лопес – една от вокалистките на известната арендби група TLC, загинала трагично месец по-рано в автомобилна катастрофа.
През 2002 година Анастейша е избрана да пее официалната песен на Световното първенство по футбол – Boom.

### Anastacia
През януари 2003 Anastacia открива, че има рак на гърдата, докато се подготвя за операция за намаляване на бюста. Тя незабавно се оперира, успешно. Впоследствие Анастейша създава Фонд на изследване на рака на гърдата, за да стимулира осведомеността за това заболяване сред по-младите жени.
Работата по третия ѝ студиен албум Anastacia започва през септември 2003 и излиза на пазара през март 2004. Сингълът Left Outside Alone достига първо място в Италия, Австралия и Швейцария. Sick and Tired обаче е най-успешният сингъл в албума, достигайки номер едно в класациите на почти цяла Европа.

### Heavy Rotation
След близо 2-годишна пауза Анастейша се завръща с нов албум – Heavy Rotation. Песните отново са дело на самата певица и са с ново, по-весело звучене. Продуцирани от арендби певеца Ни Йо, те са нежни и свежи. Пилотният сингъл от албума е „I can feel you“. Във видеото към него Анастейша демонстрира нов стил – без щедро разголените гръд и корем, без цветните очила. За визията си залага на дискретен грим и женствени дрехи, с къса коса. Самата тя твърди, че така се чувства себе си.

### It's a Man's World
След 3-годишно отсъствие от сцената Анастейша издава петия си студиен албум It's a Man's World. Албумът е продуциран от Глен Балард и включва песни с кавърверсии от други изпълнители с елементи на поп и рок основи. От него излизат два сингъла – „Dream On“ и „Best of You“

### Resurrection
След почти 2-годишна пауза през май 2014 г. Анастейша издава шестия си студиен албум Resurrection. От него излизат синглите „Stupid Little Things“, „Staring at the Sun“ и
„Lifeline“ (само за Италия). През октомври същата година стартира турнето „Resurrection World Tour“, което ще обиколи Европа и Океания и ще продължи до пролетта на следващата година. Първият концерт на певицата в България е на 16 април 2015 г. в НДК.

## Дискография

### Студийни албуми
- „Not That Kind“ 2000
- „Freak of Nature“ 2001
- „Anastacia“ 2004
- „Heavy Rotation“ 2008
- „It's a Man's World“ 2012
- „Resurrection“ 2014
- „Evolution“ 2017
- „Our Songs“ 2023

### Компилации
- „Pieces of a Dream“ 2005
- „Ultimate Collection“ 2015

### Live албуми
- „A 4 App“ 2016

### Сингли
- 2000: I'm Outta Love
- 2000: Not That Kind
- 2001: Cowboys And Kisses
- 2001: Made For Lovin' You
- 2001: Paid My Dues
- 2002: One Day in Your Life
- 2002: Boom
- 2002: Why'd You Lie To Me
- 2002: You'll Never Be Alone
- 2003: Love Is a Crime
- 2004: Left Outside Alone
- 2004: Sick And Tired
- 2004: Welcome To My Truth
- 2005: Heavy On My Heart
- 2005: Pieces Of A Dream
- 2006: I Belong To You
- 2008: I Can Feel You
- 2009: Absolutely Positively
- 2009: Defeated
- 2012: Dream on
- 2012: Best Of You
- 2014: Stupid Little Things
- 2014: Staring At The Sun
- 2014: Lifeline
- 2015: Take This Chance
- 2015: Army of Me
- 2017: Caught in the Middle
- 2020: Stronger (What Doesn't Kill You)
- 2022: American Night
- 2023: Best Days
- 2023: Supergirl
- 2023: Now or Never
- 2023: Just You
- 2024: Highs & Lows

### Видеоалбуми
- „The Video Collection“ 2002
- „Live at Last“ 2006

## Турнета

### Самостоятелни
- „Live at Last Tour“ 2004 – 2005
- „Heavy Rotation Tour“ 2009
- „Resurrection World Tour“ 2014 – 2015
- „Ultimate Collection Tour“ 2016 – 2017
- „Evolution Tour“ 2018
- „I'm Outta Lockdown: 22nd Anniversary Tour“ 2022 – 2023
- „Not That Kind: 25th Anniversary Tour“ 2025

### Промоционални
- „US Club Tour“ 1999 – 2000
- „Europe Promo Tour“ 2000
- „Australian Promo Tour“ 2000, 2002

## Продукти

### Аромати
- „Resurrection“ 2007